# Natalia Oreiro
Natalia Marisa Oreiro Iglesias Poggio Bourié (Montevideo, 19 mei 1977) is een Uruguayaanse actrice, zangeres. Oreiro begon haar carrière in telenovelas. Sinds 2008 acteert ze voornamelijk in films. Oreiro heeft meegewerkt aan shows en evenementen rond maatschappelijk bewustzijn voor organisaties zoals Greenpeace en UNICEF, die laatste heeft haar in september 2011 aangesteld als ambassadeur van Argentinië en Uruguay. Ze is ook opgenomen in Esquire's "The Sexiest Woman Alive"-lijst.
Op 16-jarige leeftijd verhuisde ze naar Argentinië om daar haar ambities waar te maken. Ze startte haar carrière door in soapseries mee te spelen. In 1998 had ze een hit met haar eerste album Natalia Oreiro. Ze zong het lied Cambio dolor voor de soap Muñeca brava.
Ze speelt ook in de serie Sos mi Vida, waar ze de rol van Monita vertolkt. Daar speelt ze aan de zijde van Facundo Arana (hij speelt Martín). De serie is in België te zien op Vitaya, onder de naam Martin en Monita.

## Biografie

### 1977-2000
Natalia Oreiro werd geboren op 19 mei 1977, als dochter van Carlos Florencio Oreiro Poggio en Mabel Cristina Iglesias Bourié. Op achtjarige leeftijd studeerde Natalia drama en op de leeftijd van 12 jaar begon ze audities te doen voor reclamespots. Tijdens haar tienerjaren verscheen ze in meer dan 30 televisiespots voor merken zoals Coca-Cola, Pepsi en Johnson & Johnson. Op 16-jarige leeftijd verhuisde ze naar Argentinië om daar te werken en aan haar ambitie te timmeren om een ster te worden. Ze heeft gewerkt als vj voor MTV en in 1995 kreeg ze een rol in de soapserie Dulce Ana. In 1996 werd ze gecast in de tv-serie 90-60-90 modelos en hierna als Valeria in Ricos y famosos in 1997. Een jaar later speelde ze in Un Argentino en New York (1998). Na de film bracht Natalia haar eerste gelijknamige album, Natalia Oreiro, uit en de single "Cambio Dolor" werd het openingsnummer voor haar volgende acteerproject in prime time, Muñeca Brava (1998-1999). Voor haar rol als Milagros 'Mili' in Muñeca Brava, werd Natalia twee keer (1998 en 1999) genomineerd voor een Martín Fierro Award als 'Beste actrice in een hoofdrol'. In 1998, nam Natalia het nummer "Paths of Soul" op met het Kennedy Choir en met meer dan 120 Argentijnse artiesten onder leiding van pianist en dirigent Nazareno Adorno.
Door haar rol en het succes van Muñeca Brava werd ze populair in Israël en Rusland, ze werd zelfs gevraagd om te spelen in een Russische telenovela. In Israël won ze de Premio Viva 200-awards voor 'Beste actrice' en 'Beste Telenovela Soundtrack' (Cambio Dolor), allebei voor Muñeca Brava.

### 2000-2005:Tu VenenoenTurmalina
Ze zette haar muziekcarrière verder met het album Tu Veneno en ze presenteerde ook Gala de la Hispanidad, Gala de Murcia (allebei in Spanje) en Festival de la Calle 8 in Miami. Haar meest belangrijke verschijning was in de prestigieuze televisieshow Sábado Gigante Internacional, gepresenteerd door Don Francisco. Natalia's grootste prestatie was haar muzikale optreden in Chili op Viña del Mar Festival 2000 waar ze werd gekroond tot koningin van het evenement. Het album werd genomineerd voor de Latin Grammy Award voor Best Female Pop Vocal Album, maar die ging naar Christina Aguilera's Mi Reflejo.

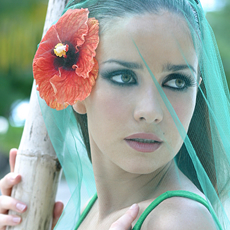
Oreiro in 2005

Op 1 juni 2002 verscheen haar derde album Turmalina. Turmalina werd geproduceerd door latin-producer Kike Santander en is een combinatie van rock, pop en ritmes die doen denken aan de jaren vijftig en zestig. Voor dit album schreef en arrangeerde Oreiro de nummers "Alas De Libertad", dat geïnspireerd is door kinderen die ze ontmoette in Jujuy in Argentinië, en "Mar", dat het liefdesverhaal tussen een matroos en zijn vriendin vertelt. Oreiro heeft ook bijgedragen aan de tekst van "Cayendo". "Que Digan Lo Que Quieran" is de eerste single van Turmalina. "Pasíon Celeste" werd opgenomen met Fredy Bessio en is tevens het officiële Uruguayaanse nummer van het wereldkampioenschap voetbal van 2002. "Cuesta arriba, cuesta abajo" was het openingsnummer van de soap Kachorra.
In maart 2003 startte Oreiro met de opnames van haar tweede film Cleopatra samen met Norma Aleandro, Leonardo Sbaraglia en Héctor Alterio met directie van Eduardo Mignogna. Medio 2003 begon ze haar tournee door Oost-Europa en Latijns-Amerika. Op 1 maart 2004 begonnen de opnames van El Deseo.

### 2006-2014:Sos Mi Vida, switch naar cinema en ander werk
In 2006 maakte ze, samen met haar Muńeca Brava co-star Facundo Arana, deel uit van de cast van de telenovela Sos Mi Vida: Martín & Monita als Esperanza Muńoz. Het begon met uitzenden op 16 januari 2006 tot en met 9 januari 2007. In dat jaar haalde de serie een gemiddelde van 26,9 punten en eindigde als de meeste bekeken Argentijnse televisie fictie ooit, tot het werd vervangen door telenovela Valientes in 2009. De serie werd geschreven door Ernesto Korovsky en Sebastian Parrotta, en won 4 Martín Fierro Awards en 3 Clarín Awards.
Op 30 april 2008 speelde Oreiro de hoofdrol in Amanda O, een internettelevisieserie in Argentinië geproduceerd door de Dori Media Group. Het was de eerste soap ooit gemaakt voor het internet en werd gezien door 550.000 gebruikers op Novebox.com, van Argentinië, Uruguay en Paraguay tijdens het eerste seizoen en het begin van het tweede seizoen. Later in 2008 speelde ze naast Germán Palacios en Ana Celentano in de film Las vidas posibles. Hiervoor werd ze genomineerd voor een Cóndor de Plata voor beste actrice in een bijrol.
In 2009 speelde ze met Diego Peretti in Música en espera. De film ging in première in Buenos Aires in maart 2009 en had in totaal 235 000 bezoekers. Tijdens datzelfde jaar bezocht ze verschillende internationale film festivals om de film Francia, geregisseerd door Adrián Caetano, voor te stellen.
In 2010 speelde ze in de film Miss Tacuarembó, een musical komedie. Voor haar vertolking ontving ze de Iris Award voor Beste Actrice. Oreiro werkte ook mee aan de soundtrack van de film, ze zong alle nummers. Tijdens hetzelfde jaar presenteerde ze Se dice de mí, een programma dat het bewustzijn wou verhogen rond vrouwenrechten.
Tijdens de eerste helft van 2011, speelde ze samen met Daniel Hendler in My First Wedding, een komedie geregisseerd door Ariel Winograd.
In 2012 begon ze in Lynch te acteren, een serie gemaakt in Colombia en uitgezonden in heel Latijns-Amerika. Datzelfde jaar ging de film Infancia clandestina, dat plaatsvindt tijdens het laatste Argentijnse militaire dictatorschap, in première in Argentinië. De film was geselecteerd om mee te concurreren voor de nominatie voor Oscar voor beste niet-Engelstalige film in 2003. Voor haar vertolking in de film won Oreiro de Cóndor de Plata en de Premio Sur voor 'Beste Actrice'. Eind 2012 keerde ze terug naar het theater en speelde mee in Superdicoteca of the 90's, dit ging door in Sint-Petersburg.
In 2013 speelde ze in de telenovela Solamente Vos, wat haar comeback op televisie betekende na 7 jaar. Voor haar vertolking in de serie won ze Tato Awards en Martín Fierro awards voor 'Beste Actrice in een Komedie'. Haar volgende hoofdrol was in de film Wakolda.

## Discografie
- Natalia Oreiro (1998)
- Tu Veneno (2000)
- Turmalina (2002)
- Gilda, no me arrepiento de este amor (2016)

## Enkele liedjes
- Que si, que si
- De tu amor
- Cambio dolor
- Me muero de amor
- Huracan
- Tu veneno
- Río de la Plata
- Como te olvido
- Basta de ti
- Cuesta arriba, cuesta abajo
- Que digan lo que quieran
- Light my fire
- Corazón valiente
- Esclava
- Todos me miran